# Seznam osebnosti iz Občine Oplotnica
Seznam osebnosti iz Občine Oplotnica vsebuje osebnosti, ki so se tu rodile, delovale ali umrle.
Občina Oplotnica ima 21 naselij: Božje, Brezje pri Oplotnici, Dobriška vas, Dobrova pri Prihovi, Čadram, Gorica pri Oplotnici, Koritno, Kovaški Vrh, Lačna Gora, Malahorna, Markečica, Okoška Gora, Oplotnica, Pobrež, Prihova, Raskovec, Straža pri Oplotnici, Ugovec, Zgornje Grušovje, Zlogona Gora, Zlogona vas.

## Šolstvo
- Ludvik Černej (1870, Fram – 1936, Makole), učitelj, šolski nadzornik, pedagoški publicist

## Religija
- Janez Arlič (1812, Nova Cerkev – 1879, Prihova), pesnik, duhovnik
- Jakob Hribernik (1857, Čadram – 1920, Braslovče), duhovnik
- Josip Somrek (1871, Čadram – 1936, Šmartno pri Slovenj Gradcu), duhovnik

## Politika
- Peter Novak (1854, Podbardo – 1922, Slovenska Bistrica), narodni buditelj
- Rudolf Petan (1949, Pobrež – ), politik, poslanec, inženir

## Znanost
- Janko Čar (1932, Veliko Tinje – 2017, Slovenska Bistrica), slavist, jezikoslovec, pesnik, pisatelj, kulturni delavec
- Tone Golčer (1931, Malahorna – ), biolog, profesor, kulturni delavec

## Zdravstvo
- Anton Goričar (1892, Mozirje – 1974, Karlovec), zdravnik, borec za severno mejo
- Tone Ravnikar (1901, Ljubljana – 1971, Ljubljana), zdravnik, organizator zdravstvene službe
- Ivo Vomer (1916, Čadram – 1996, Ljubljana), veterinar

## Pravo
- Josip Leskovar (1875, Čadram – 1965, Maribor), pravnik, politik, župan
- Ludvik Leskovar (1916, Oplotnica – 1983, Chicago), odvetnik, društveni delavec
- Ferdinand Prenj (1876, Oplotnica – 1957, Mostar), pravnik

## Umetnost in kultura
- Franček Brglez (1922, Čadram – 1997, Ljubljana), novinar, šahist
- Anica Černej (1900, Čadram - 1944 Koncentracijsko taborišče Ravensbrück), pesnica, pisateljica, učiteljica
- Makso Pirnik (1902, Preloge pri Slovenskih Konjicah – 1993, Šempeter pri Gorici), glasbenik, zborovodja, učitelj
- Stanko Trobina (1907, Volče – 1968, Šoštanj), zborovodja, glasbeni zgodovinar, duhovnik
- Jurij Vodovnik (1791, Skomarje – 1858, Skomarje), bukovnik, pesnik, ljudski pevec